# ديفيد بريتو
ديفيد بريتو غالفيز (بالإسبانية: David Prieto)‏ (مواليد 2 يناير 1983 في إشبيلية - إسبانيا) لاعب كرة قدم إسباني يلعب حاليا لصالح نادي الدرجة الأولى تينيريفي الإسباني منذ 2010 في مركز قلب الدفاع .

## روابط خارجية
- ديفيد بريتو على موقع قاعدة بيانات كرة القدم.إي يو (الإنجليزية)
- ديفيد بريتو على موقع Soccerway.com (الإنجليزية)
- ديفيد بريتو على موقع كووورة
- ديفيد بريتو على موقع AS.com (الإسبانية)